# Amata sulana
Amata sulana är en fjärilsart som beskrevs av Percy I. Lathy 1899. Amata sulana ingår i släktet Amata och familjen björnspinnare. Inga underarter finns listade i Catalogue of Life.